# Стрельба на летних Олимпийских играх 1900 — винтовка среди команд, 300 метров
Соревнования по стрельбе из винтовки на 300 метров среди мужских команд на летних Олимпийских играх 1900 прошли с 3 по 5 августа. Приняли участие шесть команд из разных стран по пять человек.

## Призёры
| Золото                                                                                     | Серебро                                                                             | Бронза                                                                     |
| Швейцария Франц Бёкли · Альфред Грюттер · Эмиль Келленбергер · Луи Ришарде · Конрад Штеели | Норвегия Оле Сетер · Том Сёберг · Олаф Фрюденлунд · Хелльмер Хермандсен · Оле Эстмо | Франция Огюст Кавадини · Морис Лекок · Леон Моро · Ахилл Парош · Рене Тома |

## Соревнование
| Место | Команда                                                                                         | Стрелок 1 | Стрелок 2 | Стрелок 3 | Стрелок 4 | Стрелок 5 | Всего |
| ----- | ----------------------------------------------------------------------------------------------- | --------- | --------- | --------- | --------- | --------- | ----- |
| 1     | Швейцария Эмиль Келленбергер, Франц Бёкли, Конрад Штеели, Луи Ришарде, Альфред Грюттер          | 930       | 883       | 881       | 873       | 832       | 4399  |
| 2     | Норвегия Оле Эстмо, Хелльмер Хермандсен, Том Сёберг, Оле Сетер, Олаф Фрюденлунд                 | 917       | 878       | 848       | 830       | 817       | 4290  |
| 3     | Франция Ахилл Парош, Огюст Кавадини, Леон Моро, Морис Лекок, Рене Тома                          | 887       | 880       | 880       | 823       | 808       | 4278  |
| 4     | Дания Андерс Петер Нильсен, Ларс Мадсен, Вигго Йенсен, Лауридс Йенсен-Кьер, Аксель Кристинсен   | 921       | 905       | 875       | 782       | 782       | 4265  |
| 5     | Нидерланды Маркус Равенсваей, Эйлке Вюрман, Хенрик Силлем, Антониус Боувенс, Солко ван ден Берг | 881       | 876       | 847       | 812       | 805       | 4221  |
| 6     | Бельгия Паул ван Асбрук, Шарль Помье дю Верже, Жюль Бюри, Эдуард Муан, Жозеф Барас              | 917       | 897       | 821       | 818       | 713       | 4166  |